# Darien (Geórgia)
Darien é uma cidade localizada no estado americano de Geórgia, no Condado de McIntosh.

## Demografia
Segundo o censo americano de 2000, a sua população era de 1719 habitantes.
Em 2006, foi estimada uma população de 1726, um aumento de 7 (0.4%).

## Geografia
De acordo com o United States Census Bureau tem uma área de
5,1 km², dos quais 5,1 km² cobertos por terra e 0,0 km² cobertos por água. Darien localiza-se a aproximadamente 9 m acima do nível do mar.

## Localidades na vizinhança
O diagrama seguinte representa as localidades num raio de 44 km ao redor de Darien.